# The Magic Faraway Tree
The Magic Faraway Tree är en brittisk familje- och äventyrsfilm som har en planerad premiär i Storbritannien den 27 mars 2026 . Den är regisserad av Ben Gregor efter ett manus skrivet av Simon Farnaby som i sin tur är baserat på Enid Blytons bokserie.

## Handling
Filmen handlar om en familj tvingas flytta till landet där barnen upptäcker ett magiskt träd med excentriska invånare. De förflyttas till fantasifulla världar och återupptäcker familjebanden genom äventyr.

## Rollista (i urval)
- Claire Foy - Polly Thompson
- Andrew Garfield - Tim Thompson
- Delilah Bennett-Cardy
- Billie Gadsdon
- Phoenix Laroche
- Nicola Coughlan - Silky
- Nonso Anozie - Moonface
- Jessica Gunning - Dame Washalot
- Dustin Demri-Burns - the Saucepan Man
- Mark Heap - Mr. Oom Boom Boom
- Oliver Chris - Mr. Watzisname
- Lenny Henry
- Michael Palin
- Simon Russell Beale
- Jennifer Saunders - Thompson
- Hiran Abeysekera - Angry Pixie
- Pippa Bennett-Warner - Hannah
- Rebecca Ferguson - Dame Snap